# 运棉河
运棉河，是中国江苏省射阳县南部的一条人工河道，开挖于民国八年（1919年），因地处产棉区，故名运绵河。1958年，在原河道北部又平行新开。现运绵河西起廖家沟，向东流至黄沙港镇运棉河闸汇入黄沙港。全长34.8公里，流域面积390平方公里。河底宽10～90米，河底高程－2.5～－3.0米。